# Hyalodendriella betulae
Hyalodendriella betulae är en svampart som beskrevs av Crous 2007. Hyalodendriella betulae ingår i släktet Hyalodendriella, ordningen disksvampar, klassen Leotiomycetes, divisionen sporsäcksvampar och riket svampar.   Inga underarter finns listade i Catalogue of Life.